# Bataille de Groton Heights
Guerre d'indépendance des États-Unis
Batailles
Théâtre de la côte nord (1775–1781) :
- Fairhaven
- Machias (1re)
- Gloucester
- Falmouth
- Block Island
- Turtle Gut Inlet (en)
- Fort Cumberland (en)
- Ridgefield
- Sag Harbor (en)
- St. John River (en)
- Machias (2e)
- Setauket (en)
- Mount Hope Bay
- Newport
- Raid de Grey (en)
- Chestnut Neck (en)
- Little Egg Harbor (en)
- Raid de Tryon (en)
- Norwalk (en)
- Expédition de Penobscot
- Fort St. George (en)
- Cape Breton
- Cap Ann (en)
- Groton Heights
- Fort Slongo (en)
- Halifax (en)
- Lunenburg (en)

La bataille de Groton Heights (également connue sous le nom de bataille de Fort Griswold, et parfois appelée massacre de Fort Griswold) est une bataille de la guerre d'indépendance des États-Unis qui eut lieu le 6 septembre 1781 entre un petit groupe de la milice du Connecticut mené par le lieutenant-colonel William Ledyard et une force britannique plus nombreuse menée par le brigadier général Benedict Arnold et le lieutenant-colonel Edmund Eyre.